# قرار مجلس الأمن التابع للأمم المتحدة رقم 996
قرار مجلس الأمن التابع للأمم المتحدة رقم 996، المتخذ بالإجماع في 30 أيار / مايو 1995، بعد النظر في تقرير الأمين العام بطرس بطرس غالي بشأن قوة الأمم المتحدة لمراقبة فض الاشتباك، أشار المجلس إلى جهودها لإحلال سلام دائم وعادل في الشرق الأوسط.
دعا القرار الأطراف المعنية إلى التنفيذ الفوري للقرار 338 (1973)، وجدد ولاية قوة المراقبة لمدة ستة أشهر أخرى حتى 30 نوفمبر 1995 وطلب من الأمين العام تقديم تقرير عن الوضع في نهاية تلك الفترة.

## روابط خارجية
- نص القرار في undocs.org